# Thermosphaeroma mendozai
Thermosphaeroma mendozai är en kräftdjursart som beskrevs av Marilyn Schotte 2000. Thermosphaeroma mendozai ingår i släktet Thermosphaeroma och familjen klotkräftor. Inga underarter finns listade i Catalogue of Life.